# Meligethes planiusculus
Meligethes planiusculus är en skalbaggsart som först beskrevs av Oswald Heer 1841.  Meligethes planiusculus ingår i släktet Meligethes, och familjen glansbaggar. Arten är reproducerande i Sverige.